# حزب الإصلاح في الولايات المتحدة الأمريكية
حزب الإصلاح في الولايات المتحدة الأمريكية (بالإنجليزية: Reform Party of the United States of America)‏ هو حزب سياسي أمريكي، أسس في 1995، يقع مقره في بوهيميا، وقد تم تأسيسه بواسطة روس بيرو، وقد بلغ عدد أعضائه 18,541.

## أعضاء بارزون
- كود سباركل
- تحديث القائمة

- بات بوكانان (1999 - 2002)
- روس بيرو (1995 - 2000)
- ديفيد دوك (1999 - 2001)
- Buddy Roemer
- Robert David Steele
- ميخائيل شتاينبرغ (محامي)
- Andre Barnett
- Pat DiNizio
- Mae Schunk
- Russ Verney